# بنجامين هوتو
بنجامين هوتو (بالإنجليزية: Benjamin Hutto)‏ هو موزع أمريكي، ولد في 4 أكتوبر 1947 في تشارلستون في الولايات المتحدة، وتوفي في 29 سبتمبر 2015.